# Całka wymiany
Całka wymiany – całka opisująca oddziaływanie wymienne między dwoma stanami prowadzące do zamiany ich współrzędnych. Często stosowana do ilościowego opisu poruszających się kwazicząstek w stanie Néela oraz w fizyce molekularnej.